# Сејшели на Светском првенству у атлетици у дворани 2022.
Сејшели су учествовали на Светском првенству у атлетици у дворани 2022. одржаном у Бирмингему од 1. до 4. марта једанаести пут. Репрезентацију Сејшела представљао је 1 атлетичар, који се такмичио у трци на 1.500 метара.,
На овом првенству такмичар Сејшела није освојио ниједну медаљу али је остварио најбољи резултат у сезони.

## Учесници
Мушкарци:
- Гејлорд Сили — 60 м

## Резултати

### Мушкарци
| Атлетичар    | Дисциплина | Лични рекорд | Квалификације | Квалификације | Финале               | Финале  | Детаљи |
| Атлетичар    | Дисциплина | Лични рекорд | Резултат      | Место         | Резултат             | Место   | Детаљи |
| ------------ | ---------- | ------------ | ------------- | ------------- | -------------------- | ------- | ------ |
| Гејлорд Сили | 1.500 м    | 3:53,04      | 3:57,16 ЛРС   | 8. у гр. 2    | Није се квалификовао | 29 / 30 |        |